# Mossoró
Mossoró  è un comune del Brasile nello Stato del Rio Grande do Norte, parte della mesoregione dell'Oeste Potiguar e della microregione di Mossoró.
Si trova nel cuore della zona produttiva di sale brasiliana e dell'industria petrolifera.
Il patrono della città è St. Luzia.